# Ammoecius rugifrons
Ammoecius rugifrons är en skalbaggsart som beskrevs av Aube 1850. Ammoecius rugifrons ingår i släktet Ammoecius och familjen Aphodiidae. Inga underarter finns listade i Catalogue of Life.